# Trugschluss (Musik)
Als Trugschluss werden in der Musiktheorie Formen von Kadenzflucht (von italienisch sfuggir la cadenza) bezeichnet, bei denen der Schlussklang eines vollkommenen authentischen Ganzschlusses, der ein Stück oder einen Abschnitt beschließen könnte, abgewandelt bzw. durch einen anderen Klang ersetzt wird. Der endgültige Schluss wird auf diese Weise aufgeschoben; man spricht dann auch von Trugfortführung. Die wichtigsten Trugschlüsse, welche das Ohr um die erwartete Schlusswirkung der Tonika „betrügen“, sind als Tonikavertreter in Dur die Tonikaparallele und in Moll der Tonikagegenklang. Auch Mediantklänge dienen als Trugschluss. Nachweisbar ist der Begriff (von ital. cadenza d’inganno) ab dem späten 18. Jahrhundert.
Im heutigen Sprachgebrauch zielt der Begriff häufig in einem engeren Sinn auf Fälle, wo die Dominante (in Grundstellung) in den Dreiklang der VI. Stufe (ebenfalls in Grundstellung) statt in die Tonika geführt wird.

## Kontrapunktische Erklärung
Aus kontrapunktischer Perspektive schreitet dabei der vorletzte Ton (die Pänultima) der Bassklausel unterhalb eines Kadenzgerüsts aus Tenor- und Diskantklausel aufwärts, anstatt eine Quinte abwärts (oder eine Quarte aufwärts) zu springen:
Da die Tenor- und die Sopranklausel unverändert bleiben ("verantwortlich" für die Kadenzflucht ist hier nur die Bassstimme), ergibt sich (vom Bass aus gesehen) im Zielklang eine Verdopplung der Terz (eine aufwärts geführte Tenorklausel ergäbe eine Quintparallele zum Bass).

## Stufentheoretische Beschreibung
Die Stufentheorie beschreibt eine solche Fortschreitung als Stufenfolge V–VI.

## Funktionstheoretische Deutung

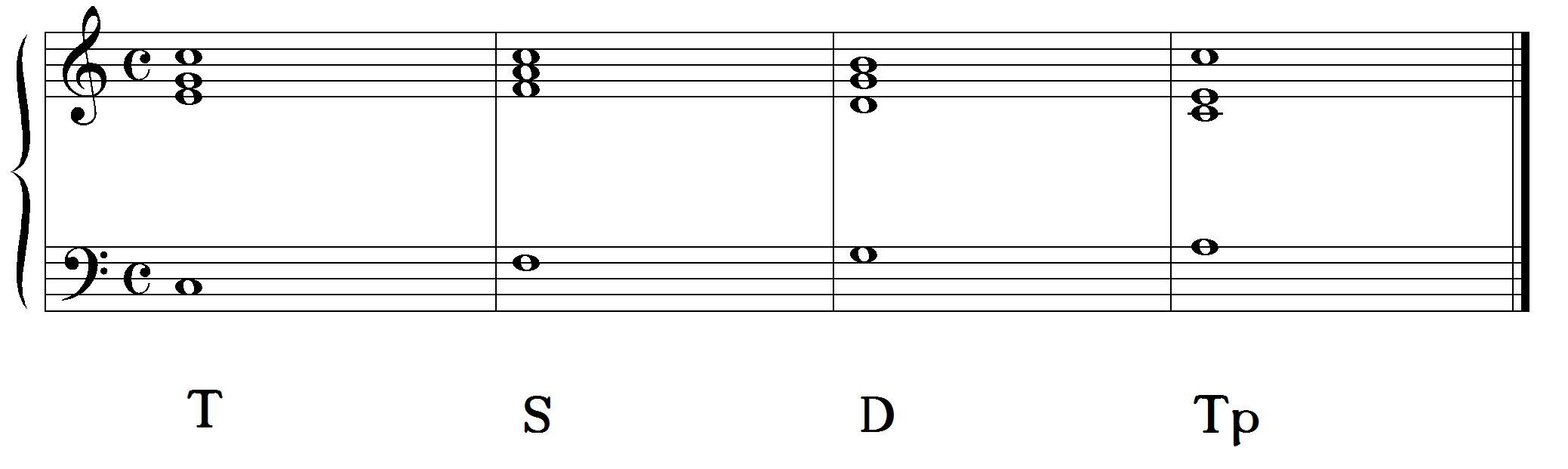
Trugschluss in C-Dur mit Funktionsbezeichnungen

Aus der Perspektive der Funktionstheorie wird die Dominante statt in die Tonika in einen Tonikavertreter geführt: In Dur in die Tonikaparallele (Tp), in Moll in den Tonikagegenklang (tG), z. B.:
- in C-Dur: C-Dur (Tonika) - G-Dur (Dominante) - a-Moll (Tonikaparallele)
- in c-Moll: c-Moll (Tonika) - G-Dur (Dominante) - As-Dur (Tonikagegenklang).

Als Varianttrugschluss wird in der Funktionstheorie ein Trugschluss in Dur bezeichnet, dessen Zielklang der gleichnamigen Molltonart entnommen ist, z. B. in C-Dur: C-Dur (T) – G-Dur (D) – As-Dur (tG).

## Weitere Varianten
- Sextakkord der Subdominante, z. B. Wolfgang Amadeus Mozart, Ave verum KV 618, T. 36–37:

- Beispiele nach Daniel Gottlob Türk:[6]